# Rolf Funck
Rolf H. Funck (* 7. Februar 1930 in Soltau; † 24. August 2015 in Karlsruhe) war ein deutscher Volkswirtschaftler und Professor für Volkswirtschaftslehre am Karlsruher Institut für Technologie (KIT).

## Werdegang
Zunächst absolvierte Funck eine Berufsausbildung als Bankkaufmann und studierte ab 1951 an den Universitäten in Köln und Münster. Im Jahr 1957 folgte dann die Promotion und im Jahr 1962 die Habilitation. Im Jahr 1963 schließlich erhielt er einen Lehrstuhl für Volkswirtschaftslehre in Karlsruhe. Wenig später, im Jahr 1964 gründete Funck das Institut für Wirtschaftspolitik und Wirtschaftsforschung, welches er auch leitete. Mitbegründer und zeitweilig  Vorstandsvorsitzender des interfakultativen Instituts für Regionalwissenschaft (1966) und desjenigen für Angewandte Kulturwissenschaft (1988). 1966–1998 Mitglied und zeitweilig Vorsitzender der Gruppe Verkehrswissenschaft des Wissenschaftlichen Beirats des Bundesministers für Verkehr. Gastprofessuren an mehreren US-Universitäten und Akademien weltweit. Im Jahr 1996, kurz vor seiner Emeritierung, erhielt er die Ehrendoktorwürde der Wirtschaftsuniversität Posen, Polen und trat schließlich 1998 in den Ruhestand. Autor und Co-Autor, Herausgeber zahlreicher wissenschaftlicher Publikationen vor allem auf den Gebieten der Verkehrs- und Regionalwissenschaft und der Kulturökonomik.
In Jahren 1975–1999 Stadtrat für die FDP Karlsruhe, seit 1979 Fraktionsvorsitzender. 1980–1994 Mitglied des Verwaltungsrats des Badischen Staatstheaters. In den 80er und 90er Jahren einer der Impulsgeber und Hauptverantwortlichen für die Konzeptentstehung und Verwirklichung des Zentrums für Kunst und Medientechnologie (ZKM) in Karlsruhe.

## Mitgliedschaft in nationalen und internationalen Gremien (Auswahl)
- 1980 Berufung als Mitglied der World Academy of Art and Science
- 1988/89 Präsident der Regional Science Association International
- 1966 bis 1998 Mitglied (und zeitweilig Vorsitzender) des Wissenschaftlichen Beirats des Bundesministers für Verkehr
- 1993 bis 2001 Studien-Koordinator der Europäischen Kommission, Brüssel, und der Southern Africa Transport and Communications Commission, Maputo, Mozambique, für die Planung der Verkehrs- und Kommunikationsentwicklung im Südlichen Afrika
- 1989 Gründungsmitglied und von 1993 bis 1999 Vorsitzender des Vorstandes des Interfakultativen Instituts für Angewandte Kulturwissenschaft an der Universität Karlsruhe (TH) sowie von 2002 bis 2009 Mitglied des Kuratoriums der Nachfolgeeinrichtung ZAK Zentrum für Angewandte Kulturwissenschaft und Studium Generale am Karlsruher Institut für Technologie (KIT)
- Mitglied im Stiftungsrat des ZKM | Zentrum für Kunst und Medientechnologie Karlsruhe seit der Gründung 1988
- 1990 bis 2004 Mitglied im Verwaltungsrat der Sparkasse Karlsruhe